# 小距纤细黄堇
小距纤细黄堇（学名：Corydalis gracillima var. microcalcarata）为罂粟科紫堇属下的一个变种。

## 扩展阅读
- 維基物種上的相關：小距纤细黄堇